# Sabine Berninger

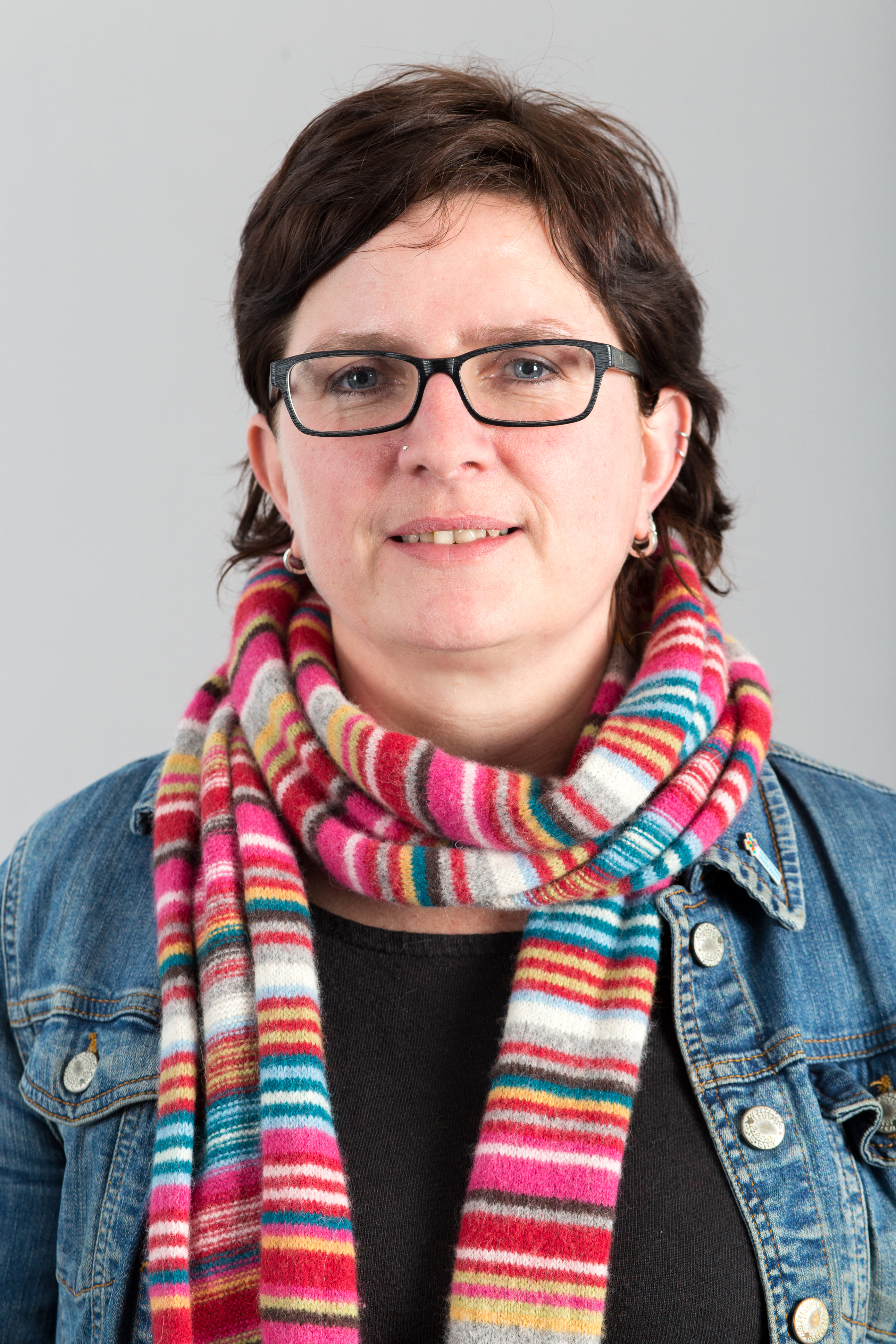
Sabine Berninger 2016

Sabine Berninger (* 13. September 1971 in Leinefelde) ist eine deutsche Politikerin der Partei Die Linke. Sie war von Juli 2004 bis November 2019 Mitglied des Thüringer Landtages.

## Leben
Sabine Berninger ist in Elxleben im Ilm-Kreis aufgewachsen. Nach Besuch der Pädagogischen Fachschule  für Erzieherinnen in Gotha mit  dem 1991 erworbenen Abschluss als staatlich anerkannte Erzieherin war sie zunächst als Kindergärtnerin in Elxleben tätig. 1993 erlangte sie an der Fachoberschule in Weimar die Fachhochschulreife, der sich ein Studium an der Fachhochschule Erfurt mit Erwerb des akademischen Grades einer Dipl.-Sozialarbeiterin/Sozialpädagogin im Jahr 1997 anschloss. Sodann war sie bis zur Wahl in den thüringischen Landtag als Sozialarbeiterin und Jugendbildungsreferentin tätig.
Politisch engagierte Sabine Berninger sich nach der Wende zunächst in der SPD, dann in der PDS und schließlich nach Fusion der PDS mit der WASG in der aus dem Zusammenschluss hervorgegangenen Partei Die Linke. Im Jahr 2000 wurde sie in den Landesvorstand der PDS gewählt. Bei der Landtagswahl in Thüringen 2004 zog sie über die Landesliste der PDS in den 4. Thüringer Landtag ein; bei den Landtagswahlen 2009 und Landtagswahlen 2014 wurde sie wiedergewählt. Außerdem war Sabine Berninger bis 2014 Stadträtin in Arnstadt und als Kreistagsmitglied Vorsitzende des Jugendhilfeausschusses im Ilm-Kreis.
Berninger ist ledig und hat keine Kinder.